# دیوید ادواردز (دوچرخه‌سوار)
دیوید ادواردز (انگلیسی: David Edwards؛ زادهٔ ۲۱ آوریل ۱۹۹۳) دوچرخه‌سوار اهل استرالیا است.
وی در مسابقات کشوری و بین‌المللی در مجموع برندهٔ ۱ مدال طلا، ۱ مدال برنز شده‌است.